# مایا علی
مایا علی (اردو: مایا علی؛ زادهٔ ۲۷ ژوئیهٔ ۱۹۸۹) با نام اصلی مریم تنویر علی بازیگر اهل پاکستان است. وی از سال ۲۰۱۲ میلادی تاکنون مشغول فعالیت بوده‌است.
از فیلم‌ها یا برنامه‌های تلویزیونی که وی در آن نقش داشته‌است می‌توان به دردسر تیفا اشاره کرد.